# Bilohirsk
Bilohirsk (tiếng Ukraina: Білогірськ) là một thành phố thuộc tỉnh Krym. Thành phố này có diện tích ? km2, dân số theo điều tra dân số năm 2001 là 18790 người.